# Pierre Joseph Louis Brugeilles
Pierre Joseph Louis Brugeilles, né le 19 mars 1845 à Aubazine (Corrèze) et mort le 7 février 1893 à La Guerche-de-Bretagne (Ille-et-Vilaine), est un notaire, avocat et homme politique français.

## Biographie
Fils de Jean Maximin Brugeilles maire d'Aubazine, et de Marguerite Octavie Cérou, Pierre Joseph Louis Brugeilles naît à Aubazine le 19 mars 1845.
Il fait des études de droit et devient lauréat du concours de droit de Toulouse en 1865, puis il obtient une médaille d'or de la chambre des notaires de Bordeaux en 1870.

Il prend part à la guerre de 1870 en tant que capitaine dans la garde nationale mobile de la Corrèze, qui est incorporée dans la 2e armée de la Loire sous les ordres du général Chanzy.

De 1878 à 1885, il devient avocat, puis notaire, maire d'Aubazine et conseiller général de la Corrèze
Candidat radical, il est élu, au second tour, député de la Corrèze lors des élections législatives de 1885 et siège au groupe de la Gauche radicale.

Il se représente lors des élections législatives de 1889 mais n'arrivant qu'en deuxième position au premier tour de scrutin, derrière Arnauld Dubois, il ne se représente pas au second tour.
Devenu percepteur des contributions directes, il meurt le 7 février 1893 à La Guerche-de-Bretagne dans le département d'Ille-et-Vilaine.